# Црква Светих апостола Петра и Павла у Соту
Црква Светих апостола Петра и Павла у Соту, насељеном месту на територији општине Шид, припада Епархији сремској Српске православне цркве.
Црква посвећена Светим апостолима Петру и Павлу, подигнута је 2009. године.